# Municipio de Elkhorn (Illinois)
El municipio de Elkhorn (en inglés: Elkhorn Township) es un municipio ubicado en el condado de Brown en el estado estadounidense de Illinois. En el año 2010 tenía una población de 346 habitantes y una densidad poblacional de 3,57 personas por km².

## Geografía
Según la Oficina del Censo de los Estados Unidos, el municipio tiene una superficie total de 96.88 km², de la cual 96,88 km² corresponden a tierra firme y (0 %) 0 km² es agua.

## Demografía
Según el censo de 2010, había 346 personas residiendo en el municipio de Elkhorn. La densidad de población era de 3,57 hab./km². De los 346 habitantes, el municipio de Elkhorn estaba compuesto por el 98,27 % blancos, el 0,29 % eran afroamericanos, el 0,58 % eran asiáticos, el 0,29 % eran de otras razas y el 0,58 % eran de una mezcla de razas. Del total de la población el 0,29 % eran hispanos o latinos de cualquier raza.